# Фактчекинг
Фактче́кинг (дословно: прове́рка фа́ктов; англ. fact-checking) — процесс проверки фактической точности сомнительных сообщений и заявлений. 
Проверка фактов может осуществляться до (ante hoc) или после (post hoc) публикации или иного распространения текста или контента. Внутренний фактчекинг — проверка, проводимая издателем собственными силами с целью предотвращения публикации неточного контента; когда текст анализируется третьей стороной, этот процесс называется внешний фактчекинг. Проверка фактов — это одно из направлений журналистики контроля.
Проверка фактов может поменять общественное мнение, а также удержать политиков от распространения ложных или вводящих в заблуждение утверждений. Однако этот эффект со временем может затухать или быть подавлен сигналами элит, которые продвигают менее точные утверждения. Политический фактчекинг иногда подвергается критике как журналистика мнений. Оценка деятельности специалистов, занимающихся проверкой фактов в политике США показывает неоднозначные результаты относительно того, является ли фактчекинг эффективным способом уменьшения заблуждений и является ли этот метод надёжным.

## История
Орентированность на сенсационные материалы газет 1850-х годов и более позднего времени привела к необходимости создания средств массовой информации, в большей степени основанных на фактах. Колин Дики описал эволюцию проверки фактов, ключевыми элементами в которой были: создание Associated Press в 1850-х годах (требующей краткий фактический материал), Ральф Пулитцер из New York World (с его «Бюро точности и честной игры», 1912 год), Генри Люс и журнал Time (первоначальное рабочее название журнала: Facts) и знаменитый отдел проверки фактов газеты The New Yorker.
Внешние организации постфактум-проверки фактов впервые возникли в США в начале 2000-х годов. С первого десятилетия XXI века появились средства массовой информации, посвящённые исключительно проверке фактов, особенно в Интернете. Это явление зародились в англосаксонской прессе: в США это явление приобрело популярность с созданием некоммерческого сайта FactCheck.org (2003 год), за которым последовал PolitiFact (из Tampa Bay Times) и The Fact Checker (из The Washington Post) в 2007 году. За этим последовали различные интернет-СМИ в Великобритании (Channel 4 Fact Check и Full Fact). В то же время в Германии возник жанр блогов, посвящённых проверке фактов: watchblog — термин, созданный с момента основания блога BILDblog в 2004 году, который отслеживал и проверял статьи газеты Bild, имеющей крупнейшей тираж в стране. BILDblog стал самым популярным блогом в Германии, с 2009 года он также занимается проверкой фактов в других СМИ. В 2010-х годах эта концепция приобрела большую актуальность и распространилась на различные другие страны.
В период с 2004 по 2008 год упоминания о проверке фактов в газетах увеличились более чем на 50 процентов, а с 2008 по 2012 год — более чем на 300 процентов.
Фактчекинг стал автоматизированным с появлением в 2013 году роботов, предназначенных для работы без вмешательства человека. В 2015 США году была создана «Международная сеть фактчекинга» (IFCN), участниками которой стали представители многих стран мира. Организация устанавливает этический кодекс для организаций, проверяющих факты. IFCN проверяет фактчекеров на соответствие своему кодексу и выдаёт сертификаты издателям, прошедшим аудит. С 2016 года социальные сети Facebook, Twitter и другие используют фактчекинг, поскольку большая часть ложной информации (также называемой фейковыми новостями), троллинга и мистификаций распределяются через них.

## Виды фактчекинга
Предварительная (ante hoc) проверка фактов направлена на выявление ошибок, чтобы текст можно было исправить перед распространением или, возможно, отклонить. Посфактумная (post hoc) проверка фактов чаще всего сопровождается письменным отчётом о неточностях, иногда с визуальной составляющей, предоставляемым проверяющей организацией (например, «Пиноккио» из The Washington Post Fact Checker или рейтинги TRUTH-O-METER из PolitiFact). Множество организаций занимаются постфактумной проверкой фактов, например FactCheck.org в США, а также Full Fact в Великобритании.

## Постфокальнаяпроверка фактов
Внешняя постфактум-проверка фактов независимыми организациями началась в США в начале 2000-х годов. В 2010-х годах, особенно после избрания Дональда Трампа президентом США в 2016 году, фактчекинг приобрёл популярность и распространился во многих странах мира, в основном в Европе и Латинской Америке. Однако США остаются крупнейшим рынком для проверки фактов.

### Согласованность между проверяющими фактами
Проведённое исследование показало, что специалисты по проверке фактов PolitiFact, FactCheck.org и Fact Checker газеты The Washington Post в подавляющем большинстве случаев сходятся в своих оценках утверждений. Однако исследование, проведённое Морганом Мариеттой, Дэвидом К. Баркером и Тоддом Баузером, обнаружило «существенные различия в задаваемых вопросах и предлагаемых ответах». Они пришли к выводу, что это уменьшает «полезность проверки фактов для граждан, пытающихся понять, в какую версию оспариваемой реальности верить». В статье Хлои Лим, аспирантки Стэнфордского университета, обнаружено что перечни утверждений, которые проверяют специалисты по проверке фактов, пересекаются незначительно. Из 1178 фактчеков PolitiFact и 325 фактчеков Fact Checker от The Washington Post только 77 утверждений проверили оба фактчекера. Исследование показало, что специалисты по проверке фактов дали одинаковые оценки для 49-и утверждений и близкие оценки в 22-х из 77-и случаев, что составляет около 92 % соттветствия. Лим заключила: «По крайней мере, в некоторых случаях стратегическая двусмысленность политиков может помешать достижению целей движения по проверке фактов». Процесс проверки фактов иногда вызывает сомнения, отчасти потому, что проверяющие факты являются всего лишь людьми, а также потому, что цель некоторых случаев проверки фактов была неясна.

### Эффективность
Исследования post hoc проверки фактов ясно показали, что фактчекинг часто приводят к изменениям в поведении в целом как говорящего (делают его более осторожным в своих высказываниях), так и слушателя или читателя (делают его более проницательным в отношении фактической точности содержания); наблюдения показали тенденцию аудитории полностью игонорировать исправление ошибочной информации, если это касается наиболее спорных тем, и тенденцию к более значительной воспримчивости к таким коррекциям, если это касается негативных репортажей (например, «агрессивной агитации») и показывает, что мнение меняется только тогда, когда человек, допустивший ошибку, изначально был человеком, являющимся единомышленником в чем-то, например человеком с теми же политическими взглядами, это связано с тем, что изначально к его высказываниям не отнеслись скептически.

#### Изменение ошибочных представлений
Исследования показали, что проверка фактов может повлиять на веру граждан в точность утверждений, сделанных в политической агитации. Исследование экономистов Парижской школы экономики и Sciences Po, проведённое в 2020 году, показало, что ложь Марин Ле Пен во время президентской избирательной кампании во Франции 2017 года (i) успешно убедила избирателей, (ii) но потеряла свою убедительность при проверке фактов. И, наоборот, (iii) её политическая поддержка не снизилась, когда её утверждения были подтверждены фактчекингом.
Исследование, проведённое учеными-когнитивистами Йельского университета Гордоном Пенникуком и Дэвидом Дж. Рэндом, показало, что пометка от Facebook, что статья фейковая, «снижает её воспринимаемую достоверность по сравнению с контрольной статьёй, без пометки, но лишь незначительно». Исследование в Дартмуте под руководством Брендана Найхана показало, что теги Facebook оказывают большее влияние, чем исследование Йельского университета. Пометка «спорный» в ложном заголовке сократил количество респондентов, считавших заголовок точным, с 29 % до 19 %, тогда как тег «оцененнивается ложным» снизил это число до 16 %. Исследование 2019 года показало, что тег «спорный» снижает намерение пользователей Facebook делиться фейковыми новостями. Исследование Йельского университета обнаружило доказательства обратного эффекта среди сторонников Трампа моложе 26 лет: наличие как немаркированных, так и маркированных фейковых статей делало фейковые статьи без тегов более аккуратно сделанными. В ответ на это исследование, которое поставило под сомнение эффективность тега «спорный» Facebook решил отказаться от этого тега в декабре 2017 года и вместо этого размещать статьи, в которых проверялись факты фейковых новостей, рядом со ссылкой на фейковые новости, когда бы они ни появлялись. опубликовано в Facebook.
Согласно результатам исследования 2017 года, опубликованного в журнале Psychoological Science, наиболее эффективными способами уменьшения дезинформации посредством корректирования являются:
- уменьшение подробных описаний/или аргументов в пользу дезинформации;
- разбор причин, по которым та или иная дезинформация является ложной, а не просто называть её ложной;
- представление новой и достоверной информации, которая позволяет читателям обновить свои знания о событиях и понять, почему у них вообще возникло неточное понимание;
- использование видео, поскольку видео кажется более эффективным, чем текст, для повышения внимания и уменьшения путаницы, что делает видео более эффективным средством исправления неправильного восприятия, чем текст.

Крупные исследования Итана Портера и Томаса Дж. Вуда показали, что дезинформацию, распространяемую Дональдом Трампом, труднее развеять с помощью тех же методов, и были сформулированы следующие рекомендации:
- Источники, заслуживающие высокого доверия, являются наиболее эффективными, особенно те, которые неожиданно сообщают факты, противоречащие их собственной предполагаемой предвзятости.
- Переосмысление проблемы путём добавления контекста может быть более эффективным, чем просто обозначение её как неверной или недоказанной.
- Оспаривание личности или мировоззрения читателей снижает эффективность.
- Немедленная проверка фактов более эффективна, пока ложные идеи не получили широкого распространения.

Метаанализ исследования влияния фактчекинга на дезинформацию, проведённый в 2019 году, показал, что проверка фактов оказывает существенное положительное влияние на политические убеждения, но это влияние ослабевает, когда специалисты по проверке фактов использовали «шкалы истинности», опровергая только части утверждений и когда они проверяли факты заявлений, связанных с предвыборной кампанией. Существующие ранее убеждения, идеология и знания людей влияли на степень восприятия фактчекинга. Исследование, проведённое в 2019 году в журнале «Экспериментальная политическая наука», выявило «веские доказательства того, что граждане готовы принимать исправления к фейковым новостям, независимо от их идеологии и содержания фейковых историй».
Исследование 2018 года показало, что республиканцы с большей вероятностью изменят свои представления о фальсификациях на выборах, если исправление исходит от Breitbart News, а не от беспартийного нейтрального источника, такого как PolitiFact Исследование 2022 года показало, что люди, сделавшие фактчекинг ложного заявления крайне правого политика, с меньшей вероятностью поделятся этим ложным заявлением.
Некоторые исследования показали, что фактчекинг оказал долгосрочное влияние на уменьшение ошибочных представлений, тогда как другие исследования не обнаружили никакого влияния.
Учёные спорят о том, может ли проверка фактов привести к «обратному эффекту», когда исправление ложной информации может заставить пристрастных людей сильнее цепляться за свои взгляды. В одном исследовании были обнаружены доказательства такого «обратного эффекта», но в нескольких других исследованиях этого не произошло.

#### Политический дискурс
Экспериментальное исследование 2015 года показало, что фактчекинг может побудить политиков не распространять ложную информацию. Исследование показало, что это может помочь улучшить политический дискурс за счёт увеличения репутационных издержек или рисков распространения дезинформации для политических элит. Исследователи разослали «серию писем о рисках для их репутации и избирательной безопасности, если их поймают на сомнительных заявлениях. Законодатели, которым были отправлены эти письма, имели значительно меньшую вероятность получить отрицательную оценку проверки фактов или публично подвергнуться сомнению их точности, что позволяет предположить, что фактчекинг может уменьшить неточность, когда она представляет существенный риск.».

#### Политические предпочтения
Одно экспериментальное исследование показало, что факчекинг во время дебатов повлиял на оценку зрителями результатов дебатов кандидатов и на «большую готовность голосовать за кандидата, когда проверка фактов показывает, что кандидат честен».
Исследование сторонников Трампа во время президентской кампании 2016 года показало, что, хотя фактчекинг ложных утверждений Трампа снизила веру его сторонников в рассматриваемые ложные утверждения, исправления не изменили их отношения к Трампу.
Исследование 2019 года показало, что «сводная проверка фактов», когда специалист по проверке фактов суммирует, сколько ложных заявлений сделал политик, оказывает большее влияние на снижение поддержки политика, чем фактчекинг отдельных заявлений, сделанных политиком.

### Неформальная проверка фактов
Отдельные читатели выполняют некоторые виды фактчекинга, например, сравнивают утверждения в одной новости с утверждениями в другой.

Раввин Моше Беновиц заметил, что: «современные студенты используют свои беспроводные миры, чтобы усилить скептицизм и отвергнуть догмы». Он говорит, что это имеет положительные последствия для развития ценностей:
Фактчекинг может стать приобретенным навыком, а технологии можно использовать таким образом, чтобы они стали второй натурой… Находя возможности для интеграции технологий в обучение, учащиеся автоматически почувствуют прекрасное сочетание… своих кибер… [и не-виртуальных миры]. Вместо двух этих сфер, тревожно и осторожно сосуществующих вокруг друг друга, возникает ценный опыт синтеза…
Digital-евангелист Стив Батри выпустил следующую памятку для своих студентов:

- Проверяйте имена. После того, как вы удостоверились, что правильно записали имя спикера, спросите его официальную должность, членство в общественных организациях и прочие титулы. После интервью, обязательно получите как можно большее количество контактов от спикера — мобильный и рабочий телефон, e-mail, аккаунты в социальных сетях.
- Никогда не используйте ошибку источника в качестве оправдания.
- Если источник приводит вам информацию, останавливайте его и спрашивайте о том, откуда он взял информацию.
- Найди официальные данные, отчеты и записи, которые могут подтвердить, опровергнуть или дополнить ту информацию, которую вам сообщили. Фотографии и видео помогут подтвердить некоторые детали.
- Если в ваших записях есть что-то, что вы не поняли до конца или что-то, в чем вы сомневаетесь, не поленитесь позвонить спикеру еще раз.
- Покажите материал эксперту, чтобы удостовериться, что вы все поняли правильно и не вводите читателя в заблуждение.
- После того, как вы разместили материал, приглашайте людей открыто сообщать вам о неточностях и ошибках — если вы работаете в онлайн-СМИ, то ошибку легко исправить, отблагодарив внимательного читателя.

По словам исследователя Королевского университета в Белфасте Дженнифер Роуз, поскольку фейковые новости создаются с целью ввести читателей в заблуждение, потребители онлайн-новостей, которые пытаются проверить факты в статьях, которые они читают, могут ошибочно прийти к выводу, что фейковые новостные статьи являются законными. Роуз заявляет: «Прилежный потребитель онлайн-новостей, вероятно, подвергается повсеместному риску сделать вывод об истине на основе ложных предпосылок», и предполагает, что одного лиш фактчекинга недостаточно для сокращения потребления фейковых новостей. Несмотря на это, Роуз утверждает, что фактчекинг «должен оставаться в образовательных программах, чтобы помочь бороться с фейковыми новостями».

### Обнаружение фейковых новостей
В последние несколько лет фейковые новости становятся все более распространёнными[ когда? ], выборы 2016 года показали, что онлайн-медиа-платформы особенно восприимчивы к распространению ложной информации и дезинформации. Фейковые новостные статьи, как правило, поступают с сатирических новостных веб-сайтов или веб-сайтов заинтересованных распространять ложную информацию либо в качестве кликбейта, либо созданных для достижения определённой цели. Поскольку эти статьи обычно направлены на намеренное распространение предвзятой или неверной информации, эти статьи трудно обнаружить. При определении источника информации необходимо учитывать множество атрибутов. В частности, язык фейковых новостей обычно более провокационен, чем реальные статьи, отчасти потому, что их цель состоит в том, чтобы запутать и привлечь клики. Кроме того, методы моделирования, такие как кодирование n-грамм и набор слов, служили лингвистическими методами для определения легитимности новостного курса. Вдобавок ко всему, исследователи определили, что визуальные подсказки также играют важную роль в категоризации статьи и проверка корректности изображений может дать больше ясности. Существует также множество особенностей социального контекста, которые могут сыграть свою роль, а также модели распространения новостей. Такие сайты, как Snopes пытаются обнаружить эту информацию вручную, в то время как некоторые университеты пытаются построить для этого математические модели самостоятельно.
Некоторые люди и организации публикуют результаты свои усилия по проверке фактов в Интернете. Они могут иметь специальную предметную направленность, например, Snopes.com фокусируется на городских легендах, Climate Feedback на информации об климатических изменениях или Лаборатория репортёров в Университете Дьюка фокусируется на предоставлении ресурсов журналистам.

### Фейковые новости и социальные сети
Принятие социальных сетей в качестве легитимной и широко используемой платформы вызвала серьёзную обеспокоенность по поводу фейковых новостей в этой области. Распространение фейковых новостей через платформы социальных сетей, такие как Facebook, Twitter и Instagram, создаёт возможность крайне негативного воздействия на общество, поэтому новые области исследований, касающиеся обнаружения фейковых новостей в социальных сетях, набирают обороты. Однако обнаружение фейковых новостей в социальных сетях создаёт новые вызовы, на которых предыдущие методы анализа и обнаружения данных становятся неадекватными. Таким образом, исследователи призывают провести дополнительную работу в отношении фейковых новостей, противоречащих психологии и социальным теориям, а также адаптировать существующие алгоритмы интеллектуального анализа данных для применения в социальных сетях. Кроме того, публикуется множество научных статей, призывающих к дальнейшему поиску автоматических способов фильтрации фейковых новостей из социальных сетей.

#### Международный день проверки фактов
Концепция Международного дня фактчекинга была представлена на конференции для журналистов и фактчекеров в Лондонской школе экономики в июне 2014 года. Официально праздник был создан в 2016 году и впервые отмечался 2 апреля 2017 года. Идея проведения Международного дня проверки фактов возникла в результате множества кампаний по дезинформации, проводимых в Интернете, особенно в социальных сетях. Его важность возросла после выборов 2016 года, когда фейковые новости и обвинения в них оказались одних из ключевых тем СМИ. Праздник проводится 2 апреля, потому что «1 апреля — день дураков. 2 апреля — день фактов». Мероприятия в честь Международного дня проверки фактов включают в себя различные активности, такие как внесение вклада в ресурсы по проверке фактов, статьи и уроки для студентов и широкой общественности, целью которых является донести информацию о том, как распознавать фейковые новости и остановить распространение дезинформации. Международный день проверки фактов в 2020 году был посвящён тому, как точно идентифицировать информацию о COVID-19.

### Критика
Политическая проверка фактов все чаще подвергается критике как журналистика мнений. Критика включает в себя и то, что организации по фактчекингу сами по себе являются предвзятыми или что невозможно применять абсолютные термины, такие как «правда» или «ложь», к по своей сути спорным утверждениям. В сентябре 2016 года национальный телефонный и онлайн-опрос Rasmussen Reports показал, что «всего 29 % всех вероятных избирателей США доверяют фактчекингу комментариев кандидатов средствами массовой информации. Шестьдесят два процента (62 %) вместо этого полагают, что новостные организации искажают факты, чтобы помочь кандидатам, которых они поддерживают».
В статье Эндрю Гесса (Принстонский университет), Брендана Найхана (Дартмутский колледж) и Джейсона Рейфлера (Эксетерский университет) было обнаружено, что потребители фейковых новостей, как правило, менее благосклонно относятся к фактчекингу, в частности сторонники Трампа. Исследование показало, что потребители фейковых новостей редко сталкивались с фактчекингом: «только около половины американцев, посетивших веб-сайт фейковых новостей в течение периода исследования, также видели какую-либо проверку фактов на одном из специализированных веб-сайтов по фактчекингу (14,0 %)».
Мошеннические веб-сайты, выдающие себя за фактчекеров, также использовались для распространения дезинформации; эту тактику использовали и Россия и Турция.
Во время пандемии COVID-19 Facebook объявил, что «удалит ложные или опровергнутые утверждения о новом коронавирусе, вызвавшим глобальную пандемию» на основании данных своих партнёров по фактчекингу, известных под общим названием «Международная сеть фактчекинга». В 2021 году Facebook отменил запрет на публикации, предполагающие, что болезнь COVID-19 возникла в китайских лабораториях, после дальнейших расследований происхождения COVID-19, включающих заявления администрации Байдена, и письмо восемнадцати учёных в журнале Science, о необходимости нового расследования, заявив что «теории случайного выброса из лаборатории и зоонозного распространения остаются жизнеспособными» Эта политика привела к появлению статьи в The New York Post, в которой высказывалось мнение, что утечку информации из лаборатории можно было бы первоначально пометить на платформе как «ложную информацию». Это возобновило дебаты о понятии научного консенсуса. В статье, опубликованной медицинским журналом The BMJ, журналистка Лори Кларк сказала: «Спорный характер этих решений частично объясняется тем, как платформы социальных сетей определяют скользкие концепции ложной информации и дезинформации. Такие решения основаны на идее научного консенсуса. Но некоторые учёные говорят, что это подавляет разнородность мнений, усиливая ошибочное представление о том, что наука является монолитом.». Дэвид Шпигельхальтер, профессор Винтона по общественному пониманию рисков в Кембриджском университете, утверждает, что «за закрытыми дверями учёные проводят много времени, споря и глубоко не соглашаясь по некоторым довольно фундаментальным вещам». Кларк далее утверждала, что «бинарная идея о том, что научные утверждения либо верны, либо неверны, привела к разногласиям, которые характеризовали пандемию».
Обозреватель Михаэль Андрик написал в авторской статье в газете Berliner Zeitung, что задача всех организаций, занимающихся фактчекингом, — проверять соответствие публичных выступлений интересам их финансистов. Фактчекеры — это хранители истины, которые сужают дискурс до коридора мнений и фактов, желаемого организованными группами, и тем самым саботируют плюрализм.
Теоретик медиа Андрей Мирошниченко пишет, что «лучше пренебречь хорошим фактом, чем хорошей гипотезой, потому что фактов всегда больше. Факты без гипотезы — белый шум. Факты в гипотезе — трата места».
Морган Мариетта, Дэвид С. Баркер и Тодд Баузер пришли к выводу, что индустрия фактчекинга не разрабатывает последовательное руководство по спорным реалиям.

## Проверка фактов перед публикацией
Одним из преимуществ печати только проверенной информации является то, что оно предотвращает серьёзные, иногда дорогостоящие ошибки. Результами таких ошибок могут быть судебные иски, которые могут нанести ущерб людям или бизнесу, но даже небольшие ошибки могут привести к потере репутации издания. Потеря репутации зачастую является более значимым мотивирующим фактором для журналистов.
Фактчекеры проверяют правильность имён, дат и фактов в статье или книге. Например, они могут связаться с человеком, которого цитируют в предлагаемой новостной статье, и спросить его, правильна ли эта цитата или как пишется имя человека. Проверщики фактов в первую очередь полезны для выявления случайных ошибок; но не могут гарантировать результат в случае, если кто-то желает совершить журналистское мошенничество.

### Как специальность
Профессиональных фактчекеров обычно нанимали газеты, журналы и книжные издатели, вероятно, начиная с начала 1920-х годов, с момента создания журнала Time в США, хотя изначально этих людей не называли «фактчекерами». Фактчекерами могут быть начинающие писатели, будущие редакторы или фрилансеры, занятые в других проектах; в остальном — это профессиональные фактчекеры.
Исторически эта область считалась женской работой, и со времён появления первого профессионального американского фактчекера, по крайней мере, до 1970-х годов, фактчекеры в медиакомпаниях могли быть полностью или преимущественно женщинами.
Число людей, занятых проверкой фактов, варьируется в зависимости от публикации. В некоторых организациях имеются значительные отделы проверки фактов. Например, в журнале The New Yorker в 2003 году работало 16 специалистов по проверке фактов, а в отделе проверки фактов немецкого еженедельника Der Spiegel в 2017 году работало 70 сотрудников. Другие издания могут нанимать фрилансеров или совмещать проверку фактов с другими обязанностями. Журналы чаще используют средства проверки фактов, чем газеты. Телевизионные и радиопрограммы редко нанимают специальных специалистов по проверке фактов и вместо этого ожидают, что другие, в том числе старшие сотрудники, будут заниматься проверкой фактов в дополнение к своим другим обязанностям.

### Проверка оригинальных репортажей
Стивен Гласс начал свою журналистскую карьеру в качестве специалиста по проверке фактов. Он продолжал придумывать вымышленные истории, которые представлял как репортажи и которые фактчекеры The New Republic (и других еженедельников, в которых он работал) никогда не отмечали. Майкл Келли, который редактировал некоторые из придуманных Глассом статей, винил в этом себя, а не проверяющих факты, говоря: «Любая система проверки фактов построена на доверии… Если репортёр готов фальсифицировать заметки, он побеждает систему». В любом случае, настоящая система проверки — это не проверка фактов, а проверка редактора".

### Обучение фактчекингу
Из-за распространения фейковых новостей в Интернете многие организации уделили время созданию руководств, которые помогут читать и проверять информацию, которую они потребляют. Многие университеты США предоставляют студентам ресурсы и инструменты, помогающие им проверить свои источники. Университеты предоставляют доступ к исследовательским руководствам, которые помогают студентам проводить тщательные исследования с использованием авторитетных научных источников. Такие организации, как FactCheck.org, OntheMedia.org и PolitiFact.com, предоставляют процедурные рекомендации, которые помогают людям ориентироваться в процессе проверки фактов источника.
Осенью 2020 года Массачусетский технологический институт и Стэнфорд запустили онлайн-курс MOOC под названием «Отличаем правду от вымысла: гражданское онлайн-рассуждение». Этот курс предназначен для преподавателей, которые хотят научить студентов основам проверки фактов.

### Книги по профессиональной проверке фактов
- Сара Харрисон Смит работала некоторое время, а также возглавляла отдел проверки фактов The New York Times. Она является автором книги «Библия фактчекера».
- Джим Фингал несколько лет работал фактчекером в The Believer и McSweeney's и является соавтором вместе с Джоном Д’Агатой книги «Продолжительность жизни факта», которая представляет собой взгляд изнутри на борьбу между фактчекером (Фингалом) и автором (Д’Агата) из-за эссе, которое раздвинуло границы допустимости «поэтической вольности» для научно-популярного произведения.

## Правовой статус
Закон Российской Федерации «О средствах массовой информации» гласит: «Гражданин или организация вправе потребовать от редакции опровержения не соответствующих действительности и порочащих их честь и достоинство сведений, которые были распространены в данном средстве массовой информации. Если редакция средства массовой информации не располагает доказательствами того, что распространённые им сведения соответствуют действительности, она обязана опровергнуть их в том же средстве массовой информации».